# Demerval Lobão
Demerval Lobão is een gemeente in de Braziliaanse deelstaat Piauí. De gemeente telt 13.232 inwoners (schatting 2009).